# Raymond Baratto
Raymond Baratto (Amnéville, 23 gennaio 1934 – Richemont, 16 aprile 2022) è stato un calciatore francese, di ruolo difensore e centrocampista.

## Biografia
Figlio di emigranti italiani di origine lombarda, lasciato il calcio giocato diventò insegnante di ginnastica nella natia Amnéville. Si sposò con la lillois Danièle Devreese, da cui ebbe tre figli.

## Carriera

### Club
Venne notato dalla dirigenza del Stade Reims durante un allenamento in Lorena. Dopo aver militato nelle giovanili del club di Reims, dal 1955 entra a far parte della prima squadra. Seppur utilizzato come rincalzo, Baratto con il suo club vinse due campionati (nel 1958 e 1960) e una Coppa di Francia (1958). Il Reims negli anni di militanza di Baratto vinse anche tre Supercoppa di Francia ma egli non disputò alcun incontro in questa competizione. 
Baratto giocò anche due incontri nella Coppa dei Campioni 1958-1959, ove il suo club raggiunse poi la finale persa con il Real Madrid. Baratto giocò un altro incontro in Coppa dei Campioni, nell'edizione 1960-1961, ove lo Stade si fermò agli ottavi di finale.
Nel 1961 Baratto scende di categoria per giocare nel Lilla, con cui ottiene l'ottavo posto nella Division 2 1961-1962. Al termine della stagione Baratto si ritirò dall'attività agonistica.

### Nazionale
Venne convocato nella Nazionale olimpica di calcio della Francia, per disputare le XVII Olimpiadi. Con i blues ottenne il secondo posto del girone D della fase a gruppi, venendo eliminato dalla competizione.

## Statistiche

### Cronologia presenze e reti nella Nazionale Olimpica
| Cronologia completa delle presenze e delle reti in nazionale ― Francia Olimpica | Cronologia completa delle presenze e delle reti in nazionale ― Francia Olimpica | Cronologia completa delle presenze e delle reti in nazionale ― Francia Olimpica | Cronologia completa delle presenze e delle reti in nazionale ― Francia Olimpica | Cronologia completa delle presenze e delle reti in nazionale ― Francia Olimpica | Cronologia completa delle presenze e delle reti in nazionale ― Francia Olimpica | Cronologia completa delle presenze e delle reti in nazionale ― Francia Olimpica | Cronologia completa delle presenze e delle reti in nazionale ― Francia Olimpica |
| Data                                                                            | Città                                                                           | In casa                                                                         | Risultato                                                                       | Ospiti                                                                          | Competizione                                                                    | Reti                                                                            | Note                                                                            |
| ------------------------------------------------------------------------------- | ------------------------------------------------------------------------------- | ------------------------------------------------------------------------------- | ------------------------------------------------------------------------------- | ------------------------------------------------------------------------------- | ------------------------------------------------------------------------------- | ------------------------------------------------------------------------------- | ------------------------------------------------------------------------------- |
| 26/08/1960                                                                      | Firenze                                                                         | Francia olimpica                                                                | 2 – 1                                                                           | Perù olimpica                                                                   | Olimpiadi 1960                                                                  | -                                                                               |                                                                                 |
| 01/09/1960                                                                      | Roma                                                                            | Ungheria olimpica                                                               | 7 – 0                                                                           | Francia olimpica                                                                | Olimpiadi 1960                                                                  | -                                                                               |                                                                                 |
| Totale                                                                          |                                                                                 | Presenze                                                                        | 2                                                                               |                                                                                 | Reti                                                                            | 0                                                                               |                                                                                 |

## Palmarès
- Campionato francese: 2

Stade Reims: 1957-1958, 1959-1960
- Coppa di Francia: 1

Stade Reims: 1957-1958